# Zwischenfrequenz

Darstellung im Frequenzbereich

Zwischenfrequenz (ZF) (engl. intermediate frequency / IF) ist ein Begriff aus der Elektronik. Allgemein bezeichnet er in der Empfangstechnik eine Frequenz oder einen Frequenzbereich, auf die ein Eingangssignal umgesetzt wird.
Meist wird er im Zusammenhang mit Überlagerungsempfängern (Superhet)  verwendet und bezeichnet dort die fest eingestellte Frequenz, auf die das von der Antenne kommende Empfangssignal heruntergemischt, verstärkt und demoduliert wird. Der Vorteil fest eingestellter Schwingkreise ist, dass der Superhet im gesamten Empfangsbereich konstante Empfangseigenschaften erhält.

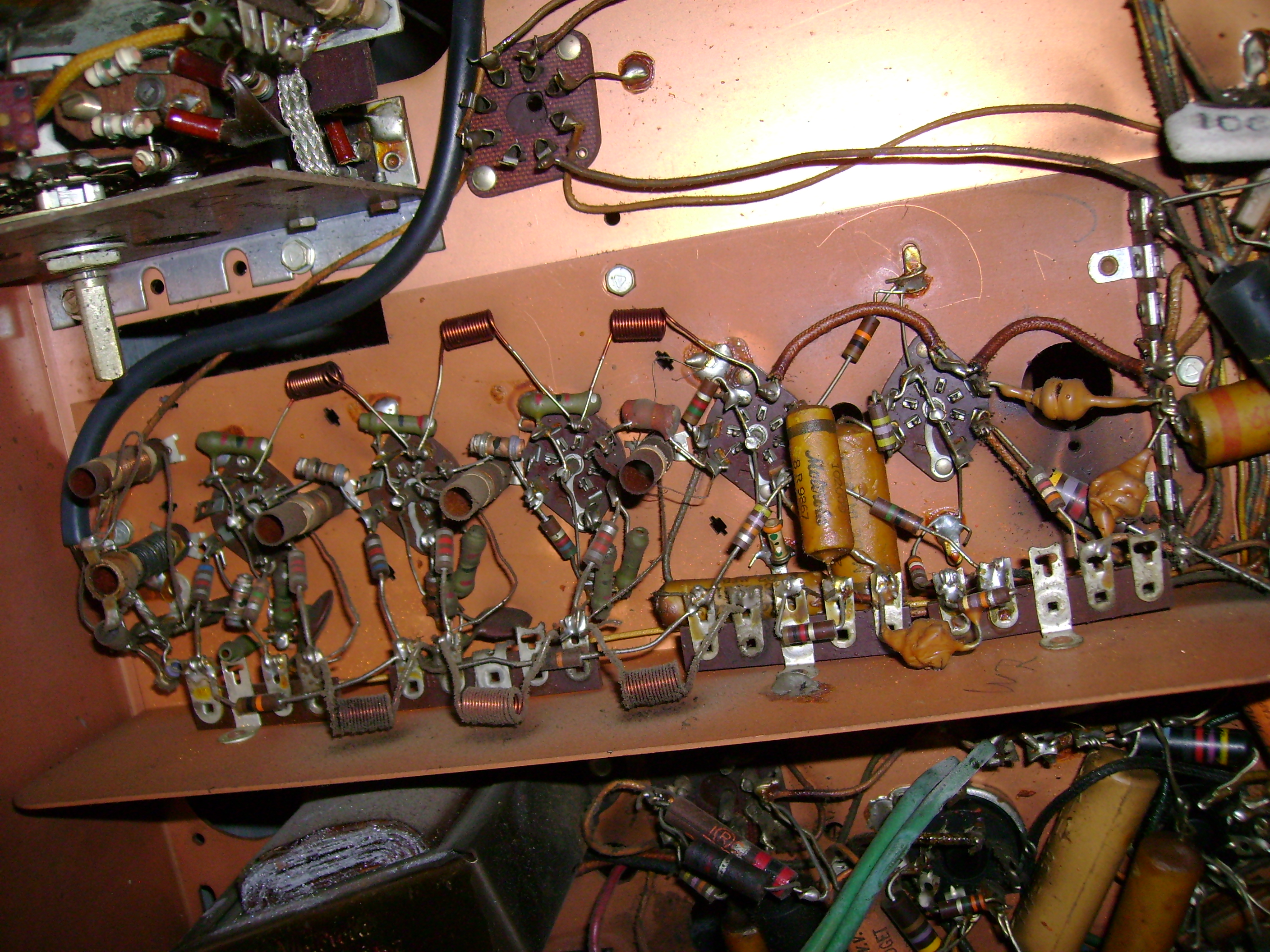
Zwischenfrequenzstufe in einem historischen Fernsehempfänger aus dem Jahr 1950

Nur das Empfangssignal, das um den Wert der Zwischenfrequenz von der Oszillatorfrequenz des Lokaloszillators (LO) versetzt ist, kann den Zwischenfrequenzverstärker passieren:
{\displaystyle f_{\mathrm {e} }=f_{\mathrm {LO} }-f_{\mathrm {ZF} }} oder
{\displaystyle f_{\mathrm {e} }=f_{\mathrm {LO} }+f_{\mathrm {ZF} }} (vgl. Abb.).
Die Zwischenfrequenz ist meist niedriger als die Eingangsfrequenz, weil der Schaltungsaufwand bei Verstärkern tiefer Frequenzen geringer ist als bei hohen.

## Werte
Der genaue Wert der Zwischenfrequenz hängt von der Empfängertechnik ab:
- Rundfunkempfänger
  - Lang-, Mittel- und Kurzwelle (alle Amplitudenmodulation): 455/460 kHz
  - UKW (Frequenzmodulation): 10,7 MHz, auch von vielen LW/MW/KW-Doppelsuperhets genutzt
- Fernsehempfänger:
  - Bildsignal: 38,9 MHz (33 bis 40 MHz)
  - Tonsignal: die Zwischenfrequenz wird aus dem vom Sender kommenden frequenzmodulierten Tonsignal mit dem amplitudenmodulierten Bildsignal gemischt. Der Abstand dieser beiden Signale ist z. B. beim analogen TV-System PAL B auf 5,5 MHz festgelegt, so dass bei der Mischung immer die Ton-Zwischenfrequenz von 5,5 MHz entsteht.
- Satellitenempfang: erste ZF meist 900/950 bis 2150 MHz, zweite ZF ~470 MHz.

Abstrahlungen der Empfänger sind in diesen Frequenzbereichen kaum zu vermeiden (Frequenzen nicht für DX nutzbar).
International wurde vereinbart, in einem ausreichend breiten Bereich um die üblichen Zwischenfrequenzen keine leistungsstarken Sender zu betreiben. Sie würden nämlich schwer ausblendbare Störungen erzeugen, die sich (zumindest in der Nachbarschaft dieser Sender) nur durch extrem wirkungsvolle Saugkreise oder präzis abgestimmte symmetrische Mischer beseitigen ließen. 

## Ausnahmen / Besonderheiten
Bei Breitbandempfängern und Funkscannern liegt die 1. Zwischenfrequenz häufig über der höchsten Empfangsfrequenz, um auch trotz ungenügender Vorselektion einen genügend hohen Abstand von der Spiegelfrequenz zu erreichen.
Bei LNBs für Satellitenempfang ist die Frequenz des Lokaloszillators fest (und nicht die der Zwischenfrequenz). Hier wird das Empfangssignal im Bereich um 11 GHz auf Zwischenfrequenzen von 950 bis 2150 MHz heruntergemischt. Die Frequenzreduzierung wird hier nur vorgenommen, um die tiefere ZF verlustärmer über Koaxialkabel übertragen zu können.

## Mehrstufige Zwischenfrequenzen
Bei professionellen Funkanlagen wird oft eine mehrstufige Signalaufbereitung verwendet, wobei auch unübliche Zwischenfrequenzen angewendet werden. Die erste Zwischenfrequenz kann 10,8 MHz betragen, für die zweite ZF werden Frequenzen von 450 bis 470 kHz verwendet.
Nach der Verstärkung wird die Zwischenfrequenz den entsprechenden Demodulatoren oder bei Doppelsuperhetempfängern weiteren Mischern zugeführt.